# Rosalie Lubomirska
Rozalia Lubomirska, née Chodkiewicz à Tchernobyl le 16 septembre 1768 et morte guillotinée à Paris le 12 messidor an II, est une princesse polonaise.
Très jeune encore, Rozalia Chodkiewicz, avait épousé le prince Alexander Lubomirski. Célèbre par sa beauté, son esprit et ses infortunes, elle se trouvait à Paris au commencement de la Révolution, et commit l’erreur d’y revenir à l’époque de la Terreur.

## Biographie
La princesse Lubomirska était retournée à Varsovie vers le commencement de 1790 pour soutenir la révolution nationale polonaise mais, reprenant bientôt le cours de ses voyages, elle parcourut la Suisse, et s’arrêta, en 1792, à Lausanne. Le baron d’Eslach, bailli de cette ville, si connu par son animosité contre tous ceux qui avaient énoncé quelques opinions favorables à la cause populaire, et qui fut, depuis, égorgé par ses propres soldats, eut des démêlés assez vifs avec elle. Il fit même arrêter un homme attaché à son service, prétextant qu’il parlait trop librement en Suisse des affaires de France.
Rozalia Lubomirska quitta alors Lausanne, et se rendit à Paris avec son compatriote le comte Tadeusz Mostowski, castellan de Varsovie et membre du sénat de Pologne. Ce dernier, qui devait être rappelé dans sa patrie, en 1815, par le tsar Alexandre pour lui confier le ministère de l’Intérieur et de la police, était alors chargé d’une mission secrète auprès de la république française par le roi Stanisław Poniatowski, qui venait de donner son adhésion à la confédération de Targowica.
Les rapports politiques, ainsi que ceux de l’esprit et des connaissances, établirent bientôt, entre le comte Mostowski et sa compagne de voyage d’une part, et Vergniaud, Condorcet, Brissot, les principaux députés de la Gironde, de l’autre, des liaisons intimes qui devaient, par la suite, devenir funestes aux premiers.
Le comte Mostowski eut, au commencement de 1795, plusieurs conférences avec les membres du gouvernement français, chez le ministre des affaires étrangères Lebrun, mais les arrangements pris restèrent sans effet, par suite de la défaite sanglante du parti girondin.
Les deux voyageurs polonais furent alors successivement arrêtés et remis en liberté, à trois reprises. Le comte Mostowski reçut enfin des passeports pour retourner dans sa patrie, mais il fut arrêté de nouveau à Troyes, et ne dut sa délivrance qu’à l’arrivée inattendue du député Hérault de Séchelles dans cette ville.
La princesse Lubomirska, qui avait tardé à s’éloigner de Paris, y fut arrêtée pour la quatrième fois le 29 brumaire an II, conduite dans les prisons de la Conciergerie, et livrée au Tribunal révolutionnaire qui la condamna à mort au prétexte d’une vague correspondance avec la comtesse du Barry et au prétexte de son émigration. C’était une vraie provocation car, étrangère, son cas ne ressortissait pas des lois françaises.
S’étant déclarée enceinte, il y eut un sursis à son exécution, lorsqu’elle apprit, dans le cachot où on l’avait replongée, qu’une nouvelle révolution venait d’éclater en Pologne, et que Kościuszko, ainsi que plusieurs autres de ses amis, avaient écrit à Paris, au Comité de salut public, pour la réclamer. À Paris, l’abbé de La Trémoille ayant proposé de grosses sommes d’argent à Barère pour sa libération, celui-ci le fit emprisonner à la Force tout en empochant l’argent.
Dès lors, elle se crut sauvée et, dans sa joie, elle eut l’imprudence de déclarer qu’elle n’avait feint une grossesse que pour se dérober à la mort. Il n’en fallut pas davantage pour la perdre. Dès que le Comité de salut public eut appris que la princesse Lubomirska avouait qu’elle n’était pas enceinte, il décida qu’elle devait, sans plus tarder, être envoyée à l’échafaud, et la sentence fut exécutée le jour même.
À peine lui laissa-t-on le temps de former quelques tresses de ses cheveux, qu’elle se coupa pour les léguer à ses amis en France et en Pologne. Incarcérée avec elle, sa fille, enfant en bas âge, ne fut rendue à la liberté et à ses pareils, en Pologne, qu’après la chute de Robespierre, 9 Thermidor.